# Портрет Ієроніма Гольцшуера
«Портрет Ієроніма Гольцшуера»(нім. Hieronymus Holzschuher) — олійна картина німецького художника Альбрехта Дюрера, намальована на дерев'яному панно з липи (48x36 см). Картина підписана і датована 1526 роком. Зберігається в Картинній галареї у Берліні. На картині є напис: HIERONIMOS HOLTZSHVER ANNO DO[MI]NI 1526 ETATIS SVE 57.

## Короткий опис
Портрет намальовано в Нюрнберзі, того ж року, коли Дюрер створив портрети Йоганна Клебергера та Якоба Муффеля. Гольцшуер належав до місцевого патриціату, він був сенатором і септемвіром у раді міста.
Портрет має ті самі розміри, що і портрет Муффеля, тож було висунуто припущення, що обидва портрети були замовлені на якесь офіційне святкування та виставлялися у мерії Нюрнберга.